# Prințesa Adelheid de Hohenlohe-Langenburg
Prințesa Adelheid de Hohenlohe-Langenburg	(20 iulie 1835 – 25 ianuarie 1900) a fost nepoata de soră a reginei Victoria a Regatului Unit. A fost a doua fiică a lui Ernst I, Prinț de Hohenlohe-Langenburg și a soției acestuia, Prințesa Feodora de Leiningen, sora vitregă a reginei britanice. Prințesa Adelheid este strămoașa actualului monarh al Suediei, Carl al XVI-lea Gustaf al Suediei.

## Propunerea de căsătorie a lui Napoleon al III-lea

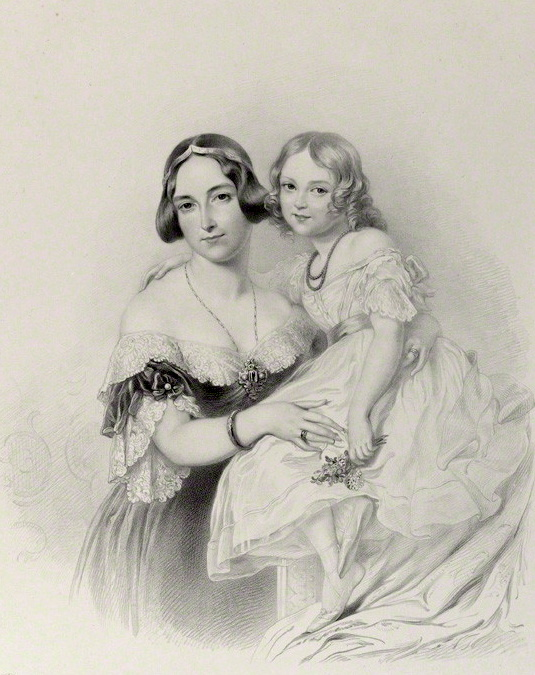
Prințesa Adelheid împreună cu mama ei, litografie de von Richard James Lane, 1841

În 1852, nu mult după ce Napoleon al III-lea al Franței a devenit împărat al Franței a cerut-o de soție pe Adelheid de la părinții ei după ce acesta a fost respins de Prințesa Carola a Suediei.

Deși el nu a întâlnit-o niciodată, avantajele politice ale căsătoriei pentru împărat au fost evidente. Aceasta ar fi câștigat respectabilitate dinastică pentru linia Bonaparte și ar fi putut promova o alianță mai strânsă între Franța și Marea Britanie, pentru că Adelheid era nepoata reginei Victora. În același timp, ea nu era membră oficială a casei regale britanice, astfel încât riscul de refuz era mic. Era de așteptat ca Adelheid să fie suficient de recunoscătoare pentru norocul ei și să se convertească la romano-catolicism.
De fapt, propunerea a îngrozit-o pe regina Victoria și l-a contrariat pe Prințul Consort, care a preferat să nu confere legitimitate unei Franțe revoluționare. Curtea britanică a menținut o tăcere strictă asupra Hohenlohes în timpul negocoerilor de căsătorie, ca nu cumva regina să fie prea dornică să respingă perspectiva unei căsătorii cu Napoléon.
Părinții, care au interpretat tăcerea britanică drept o dezaprobare, au respins oferta franceză. Napoléon a cerut-o în căsătorie pe Eugénie de Montijo, contesă de Teba.

## Căsătorie și copii
La 11 septembrie 1856 Adelheid s-a căsătorit cu Frederic al VIII-lea, Duce de Schleswig-Holstein. Cuplul a avut șapte copii:
- HSH Prințul Friedrich de Schleswig-Holstein-Sonderburg-Augustenburg (3 august 1857 - 20 octombrie 1858).
- HSH Prințesa Augusta Viktoria de Schleswig-Holstein-Sonderburg-Augustenburg (22 octombrie 1858 - 11 aprilie 1921); căsătorită cu Wilhelm al II-lea al Germaniei.
- HSH Prințesa Karoline Mathilde de Schleswig-Holstein-Sonderburg-Augustenburg (25 ianuarie 1860 - 20 februarie 1932). Căsătorită cu Friedrich Ferdinand, Duce de Schleswig-Holstein-Sonderburg-Glücksburg. El era fiul lui Friedrich, Duce de Schleswig-Holstein-Sonderburg-Glücksburg, al doilea fiu al lui Friedrich Wilhelm, Duce de Schleswig-Holstein-Sonderburg-Glücksburg și a Louise Caroline de Hesse-Kassel.
- HSH Prințul Gerhard de Schleswig-Holstein-Sonderburg-Augustenburg (20 ianuarie - 11 aprilie 1862).
- HSH Prințul Ernst Gunther de Schleswig-Holstein-Sonderburg-Augustenburg (11 august 1863 - 21 februarie 1921); mai târziu Duce de Schleswig-Holstein.
- HSH Prințesa Louise Sophie de Schleswig-Holstein-Sonderburg-Augustenburg (8 aprilie 1866 - 28 aprilie 1952); căsătorită cu Prințul Friedrich Leopold al Prusiei, strănepot pe linie masculină a regelui Frederic Wilhelm al III-lea al Prusiei.
- HSH Prințesa Feodora Adelheid de Schleswig-Holstein-Sonderburg-Augustenburg (3 iulie 1874 - 21 iunie 1910).

O mică insulă în Arhipelagul Franz Josef, insula Adelaide, a fost numită după Prințesa Adelheid de expediția austro-ungară la Polul Nord.